# Wilhelm Oberhaus

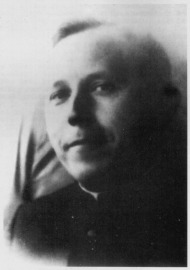
Wilhelm Oberhaus

Wilhelm Max Oberhaus (* 31. Januar 1901 in Herford; † 20. September 1942 im Konzentrationslager Dachau) war ein katholischer Priester im Erzbistum Paderborn.

## Leben
Er war ein Sohn des Fabrikanten Eduard Oberhaus und dessen Gattin Friederieke, geborene Honkamp.
Am 1. April 1933 empfing er im Hohen Dom zu Paderborn die Priesterweihe und kam als Neupriester in die Pfarrei Sankt Clemens in Hombruch.
Wilhelm Oberhaus wurde wegen seiner Predigt zum Elternrecht (4. Mai 1935), in der er sagte: „Die Kinder, liebe Eltern, gehören euch nach Gott; erst dann dem Staat!“ im Jahre 1936 verhaftet. Am 7. Februar 1936 wurde er vor dem Landgericht Dortmund wegen „eines Vergehens gegen § 2 des Heimtückegesetzes“ angeklagt und zu 5 Monaten Haft verurteilt.
Am 6. Oktober 1938 kam er als Pfarrvikar nach Bockwitz (heute Lauchhammer-Mitte). Im Verlauf des Gerichtsverfahrens wegen eines weiteren Vorfalls am 13. Februar 1941 wurde er im Pfarrhaus zu Bockwitz verhaftet und in „Schutzhaft“ nach Bad Liebenwerda, Torgau und nach Halle/Saale ins Gefängnis gebracht. Er hatte ein BDM-Mädchen wegen einer frechen Bemerkung geohrfeigt und wurde deshalb zunächst am 29. Mai 1941 wegen „Körperverletzung“ zu 6 Monaten Gefängnis verurteilt.
Nach Strafende am 26. August 1941 blieb er auf Veranlassung der Gestapo Halle/Saale in Schutzhaft und wurde schließlich am 10. Oktober 1941 mit der Häftlingsnummer 27.826 ins Konzentrationslager Dachau überführt. Seine Leiden im Konzentrationslager Dachau dauerten, wie die Akten des Lagers erweisen, vom Tage seiner Einlieferung am 10. Oktober 1941 bis zum 20. September 1942. Er starb an Hunger und nicht behandelten Phlegmonen am rechten Unterschenkel. Im Lagerkrematorium wurden seine sterblichen Reste eingeäschert und seinem Vater in einer Urne zugeschickt.
Der Vater ließ die Urne in einen Eichensarg stellen. Unter großer Anteilnahme vieler Menschen aus Herford wurden die Überreste des Verstorbenen am 24. Oktober 1942 auf dem Herforder Friedhof Hermannstraße unter Beteiligung des Paderborner Generalvikars Rintelen beigesetzt. Die Beerdigung glich einer Protestversammlung gegen das nationalsozialistische Unrecht.

## Würdigung von Wilhelm Oberhaus
- Wilhelm Oberhaus gehört zu den insgesamt 20 Märtyrern der Verfolgung durch die Nazis der Erzdiözese Paderborn. Die katholische Kirche hat Vikar Wilhelm Oberhaus als Glaubenszeugen in das deutsche Martyrologium des 20. Jahrhunderts aufgenommen.
- In Herford wurde die Städtische Katholische Grundschule im September 1987 in Wilhelm-Oberhaus-Schule benannt.
- Die Stadt Dortmund würdigte Wilhelm Oberhaus mit der Benennung einer Straße im Stadtteil Hombruch.
- Die katholische Pfarrei Sankt Clemens in Hombruch benannte das 19. Januar 1958 fertiggestellte Pfarrheim nach Wilhelm Oberhaus. In der Kirche gibt es ein Fenster ihm zu Ehren, das von Egon Stratmann gestaltet wurde.[2]
- Die Stadt Lauchhammer benannte 1987 die an seiner letzten Pfarrkirche gelegene Südstraße in Wilhelm-Oberhaus-Straße um.[3]